# هيونداي ستاريكس

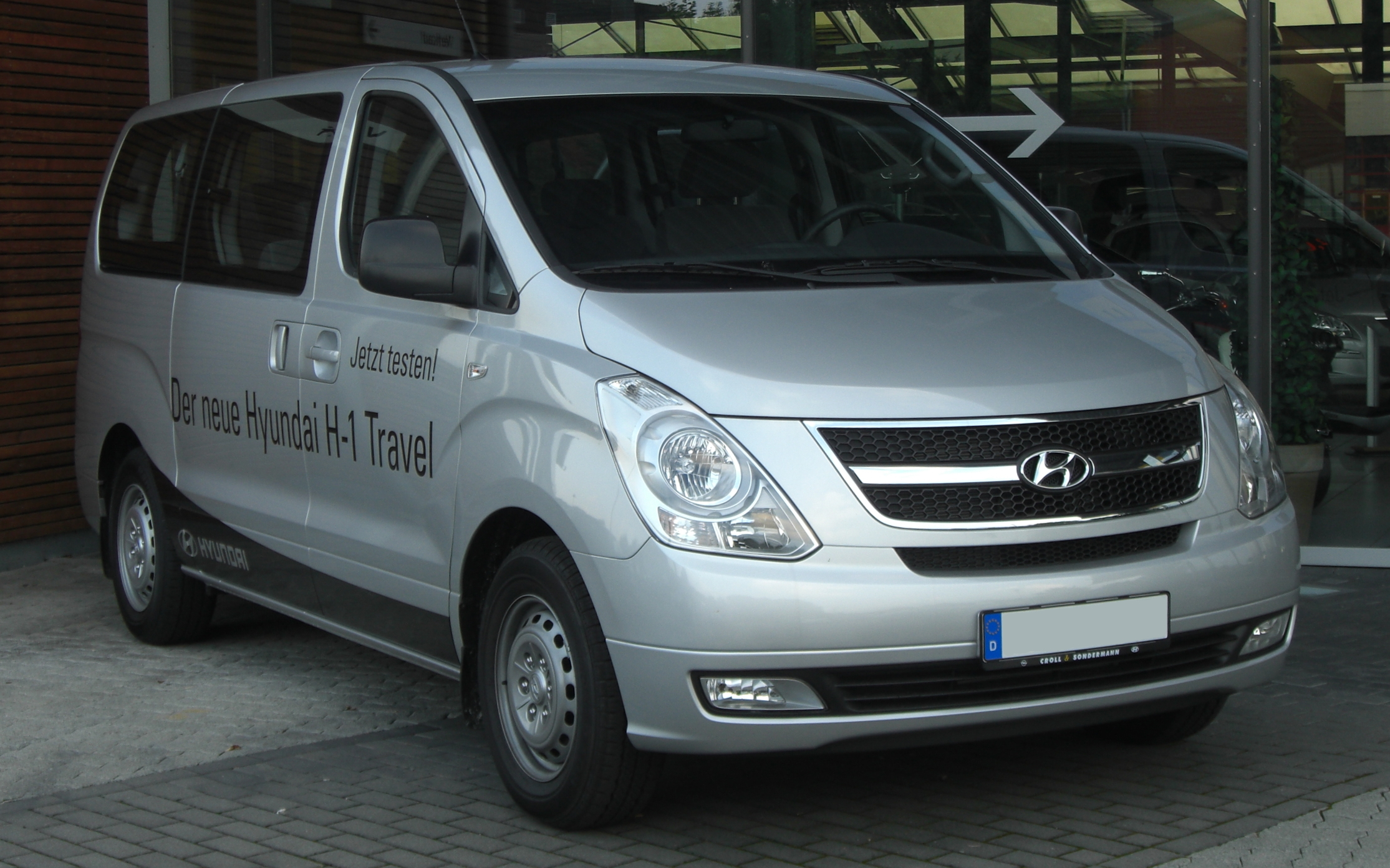
هيونداي ستاريكس من المقدمة

هيونداي ستاريكس هي عربة نقل تصنعها شركة هيونداي موتورز في كوريا الجنوبية واندونيسيا. كان الجيل الأول من هذه السيارة يعرف بالتسمية هيونداي أتش-1 وفي هولندا بالتسمية هلارتى لارتانابنارلاى راللري أتش-200.
تعتبر ستاريكس إحدى أكثر السيارات شيوعاً في النقل العام في العراق وذلك بسبب حجمها الواسع ونظام التكييف الفعال لها.

## الجيل الأول (A1 ، 1997-2007)
نجح Starex في تصنيع Hyundai Grace (المعروف أيضًا باسم H100) في معظم البلدان. مثل هيونداي جريس، وكان الجيل الأول A1-سلسلة STAREX المتاحة في طائفة واسعة من التشكيلات، بما في ذلك حافلة صغيرة (MPV)، حافلة صغيرة، فان، البيك اب، سيارات الأجرة، وسيارات الإسعاف. بالنسبة لطرازات 1997 الأولى، استخدمت محرك الديزل غير التوربيني ذو 8 صمامات 4D56 SOHC سعة 2.5 لتر بقوة 55 كيلو واط (75 حصانًا) و 142 نيوتن متر (105 رطل قدم) عند 2500 دورة في الدقيقة. تم تقييد نماذج الجيل الأول هذه في البداية للبيع في السوق المحلية في كوريا الجنوبية، ولكن تم تصديرها في النهاية إلى عدد من البلدان في جنوب شرق آسيا وبعض أجزاء من أوروبا.
بالنسبة لعام 1998، تم تقديم محرك بنزين، مشتق من ميتسوبيشي 4G64 108 كيلو واط (147 حصان) عند 5250 دورة في الدقيقة مع 218 نيوتن متر (161 رطل قدم) من عزم الدوران عند 4000 دورة في الدقيقة. يأتي محرك الديزل الآن مع ميتسوبيشي أكثر قوة قليلاًمشتق 4D56 محرك ديزل توربو غير مبرد داخليًا بقوة 62 كيلو واط (84 حصانًا) عند 201 نيوتن متر (148 رطل قدم) عند 2000 دورة في الدقيقة. متوفر في مستويين من القطع، SVX و Club ، وعدد من أنماط الهيكل (شاحنة تجارية، وشاحنة (Libero)). كما تم توفير قاعدة عجلات طويلة (12 مقعدًا) «جامبو» وقاعدة عجلات قصيرة (سبعة وتسعة مقاعد) "RV". تم تقديم ميزات فاخرة لأول مرة إلى هذا الطراز مثل الكسوة الجانبية السفلية للهيكل مع مخطط طلاء بلونين (SVX ، Club)، وفتحة سقف اختيارية مزدوجة (Club)، وشارات على شكل Tetris (Club) للجسم الجانبي، وشبكات مائلة من الكروم، ومقبض الباب الخلفي غطاء الفتح (Club)، تنجيد الموكيت الكريمي (Club)، وحدة رأس اختيارية عالية التقنية مزودة بشاشة تلفزيون ومبدل أقراص مضغوطة بستة أقراص (Club) للموديلات المحلية، ونوافذ كهربائية وهوائي (SVX ، Club) وشركة Aisin Seiki Co.ناقل حركة أوتوماتيكي رباعي السرعات مزود بخاصية ECT ومفتاح overdrive وعجلات من سبائك الألمنيوم مقاس 15 بوصة مختلفة الطراز مع صواميل مكشوفة (Club) للسلامة، فهي تتميز أيضًا بترس تفاضلي محدود الانزلاق (LSD) ونظام مكابح مانعة للانغلاق (ABS) ووسادة هوائية جانبية للسائق. تم تصدير هذه الطرازات إلى عدد من البلدان وحققت نجاحًا كبيرًا في بعض أسواق السيارات مثل الفلبين حيث تم استيرادها في ذلك الوقت عبر السوق الرمادي. اكتسبت شعبية فورية لقيادة مريحة تشبه سيارات السيدان، وتوافر ناقل حركة أوتوماتيكي، ومساحة داخلية واسعة ومقاعد معززة بشكل كثيف. كانت ميزتها الرئيسية هي أن يتم تسعيرها بسعر أقل من التوأم، ميتسوبيشي سبيس جير، ومع ذلك فقد حزم المزيد من الميزات وملحقات المصنع مثل قضبان الثور الأمامية ومحمل السلة العلوي والسلم الخلفي. للسنة التالية في الفلبين، تم إسقاط إصدار محرك البنزين بسبب الاستهلاك المرتفع غير المعتاد للبنزين، ولكن لا يزال متاحًا للأسواق الأخرى.
بالنسبة لعام 1999، اكتسبت محرك توربو ديزل مبرد داخليًا بقوة 2.5 SOHC بثمانية صمامات بقوة 63 كيلو واط (86 حصانًا) عند 4000 دورة في الدقيقة و 170 نيوتن متر (130 رطل قدم) من عزم الدوران، وهي الميزة الأكثر بروزًا هي إضافة مغرفة غطاء المحرك لتغذية المبرد الداخلي، ونظام ألوان تنجيد مختلف، وأعمدة B معتمّة (Club) وصندوق مركزي علوي للوحة القيادة مع درجة حرارة، ومقياس ارتفاع، وبوصلة لمتغير 4x2 و 4x4 Club.
الإصدار 2000 إلى 2002، المعروف أيضًا باسم طراز «الألفية»، يحتفظ بمواصفات المحرك السابقة أثناء إتاحته لسوقها المحلي، اشتقت ميتسوبيشي محرك الغاز 2972 سم مكعب 6G72 V6 بقوة 145 كيلو واط (197 حصانًا) عند 5000 دورة في الدقيقة و 278 نيوتن متر (205 رطل قدم) من عزم الدوران عند 4000 دورة في الدقيقة. تتميز هذه الطرازات بطرازات خارجية وداخلية محدثة لطرازي SVX و Club ، مع ميزات مثل المصابيح الأمامية الشفافة متعددة الانعكاسات والمعالجة الشبيهة بالجواهر للمصابيح الخلفية، ومصد أمامي مختلف على الركاب، وشارات "SVX" للباب الأمامي، سوداء ونظام ألوان داخلي رمادي مع مواد تنجيد أكثر متانة، وعجلات معدنية بتصميم مختلف لطرازي SVX و Club.
بالنسبة لطراز 2003 إلى 2004، تم توفير محطة طاقة أكثر قوة، محرك ديزل توربو جديد ذو حقن مباشر بقطر مشترك سعة 2.5 DOHC ذو 16 صمامًا بقدرة 104 كيلوواط (141 حصانًا) و 360 نيوتن متر مكعب (270 رطلًا مكعبًا) قدم) من عزم الدوران. إنه يحتفظ بميزات التصميم الداخلي والخارجي للطراز السابق وحصل على تحكم رقمي جديد في المناخ لطراز Club الأعلى.
قدمت 2005 إلى 2007 أكثر من ذلك بكثير مع واجهة أمامية جديدة، مع ميزات مثل مصابيح أمامية مربعة الشكل، ومصد ممتد لاستيعاب شبكات المبرد المربعة الكبيرة مع ثلاثة قضبان كروم عمودية ومصابيح ضباب مربعة. الجديد أيضًا هو المصابيح الخلفية والمصدات الخلفية التي تم الانتهاء منها بشكل مختلف، وهوائي الراديو المدمج، وعداد المسافات الرقمي وعداد الرحلة و (حسب السوق) وحدة رأس الوسائط المتعددة المحدثة مع شاشة مثبتة على السقف. كان المحرك سيريوسمحرك MPi سعة 2.4 لتر مزود بكامة علوية مزدوجة 16 صمامًا بقوة 107 كيلووات (143 حصان) عند 192 نيوتن متر (142 رطل قدم) من عزم الدوران، وترحيل 2.5 لتر DOHC ، و 16 صمامًا، وحقن مباشر للديزل توربو محرك بقوة 104 كيلو واط (141 حصان) عند عزم دوران 360 نيوتن متر (270 رطل قدم) ومحرك ديزل توربو بثمانية صمامات SOHC سعة 2.5 لتر مع محرك مبرد داخلي بقوة 63 كيلو واط (86 حصان) عند 4000 دورة في الدقيقة و 170 نيوتن متر (130 رطل قدم) من عزم الدوران ولكن الآن مع ETC. تتميز المقصورة الداخلية بفرش مُحسَّن، وعدد من حاملات الأكواب الموجودة في المقاعد الخلفية، وسهولة مسح وتنظيف فرش الأرضيات المطاطية. تتميز طرازات أعلى الخط (الذهبية) بجزء داخلي من الجلد ووحدة تحكم علوية ونظام منع الحركة. لمسات الألومنيوم، والمقاعد المنقسمة، القابلة للطي، وجميع ميزات الطاقة، والتحكم الرقمي في المناخ، ومفتاح أقل، ومشغل DVD مع ستة مكبرات صوت قياسية.
يتم إنتاج Starex أيضًا في الصين تحت اسم JAC Refine بواسطة Anhui Jianghuai Automobile من مارس 2002 إلى 2015 بموجب ترخيص Hyundai. إنه ناجح للغاية، بحصة سوقية تبلغ حوالي 20 في المائة. من عام 2003 إلى عام 2008، فازت على التوالي بـ «MPV لهذا العام» و «أفضل سيارة رسمية» من 2004 إلى 2008. في 2007، مُنحت «أفضل سيارة MPV» و «أفضل سيارة MPV للحكومة». يتوفر Refine بمحرك 2.0 لتر تيربو أو 2.4 لتر بنزين ومحرك ديزل توربو سعة 2.8 لتر مع ناقل حركة يدوي 5 سرعات أو ناقل حركة أوتوماتيكي 4 سرعات. وصل 1.8 لتر بنزين وديزل بشاحن توربيني إلى جانب 1.9 لتر ديزل تيربو في 2012 و 2013 و 2015 على التوالي بالإضافة إلى علبة تروس يدوية 6 سرعات لـ 1.8 و 1.9 لتر ديزل.

### هيونداي ليبيرو
بين عامي 2000 و 2007، صنعت هيونداي نسخة صغيرة من A1-series Starex. المعروف باسم Hyundai Libero ، كان من المفترض أن يحل محل Hyundai Porter في التشكيلة. وهي مجهزة 2.5 لتر محرك ديزل (في يستنشق عادة وأشكال توربو) أو 3.0 ليتر سيجما V6 البنزين، وجاء في هيئة الأساليب متعددة، بما في ذلك صغيرة ومسطحة. تم بيعها في هولندا باسم Hyundai H300 Pickup.

## معرض صور

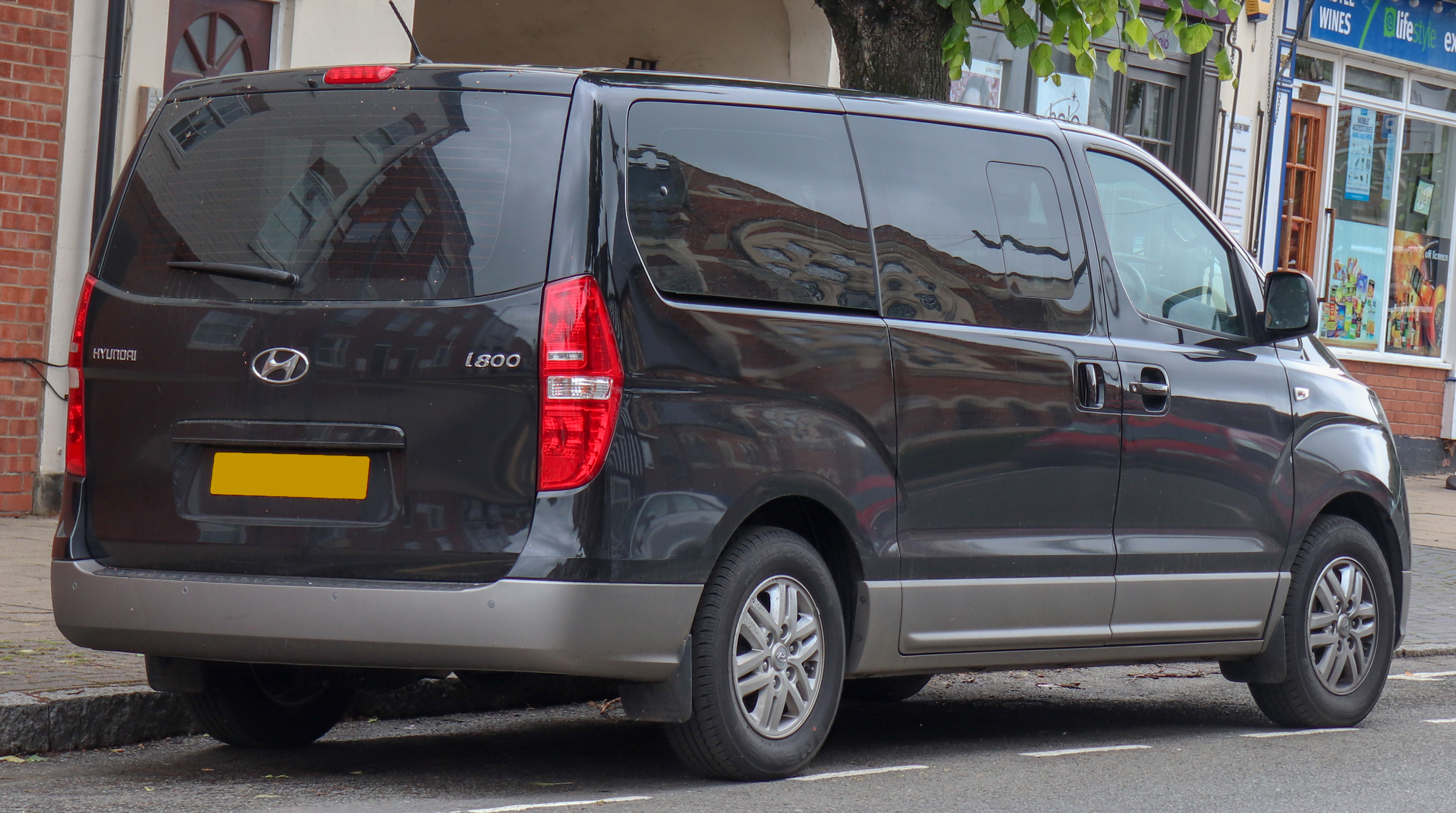
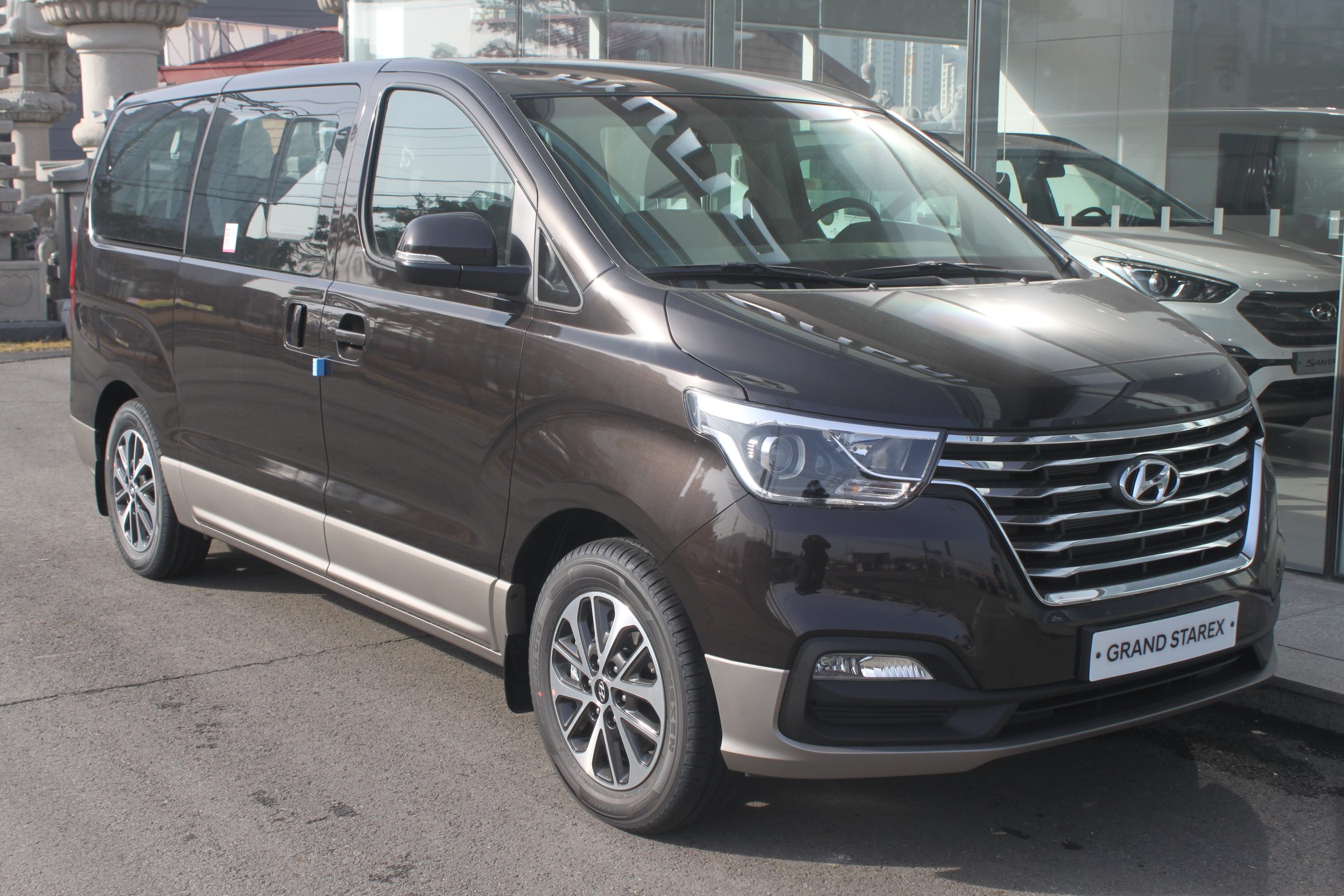
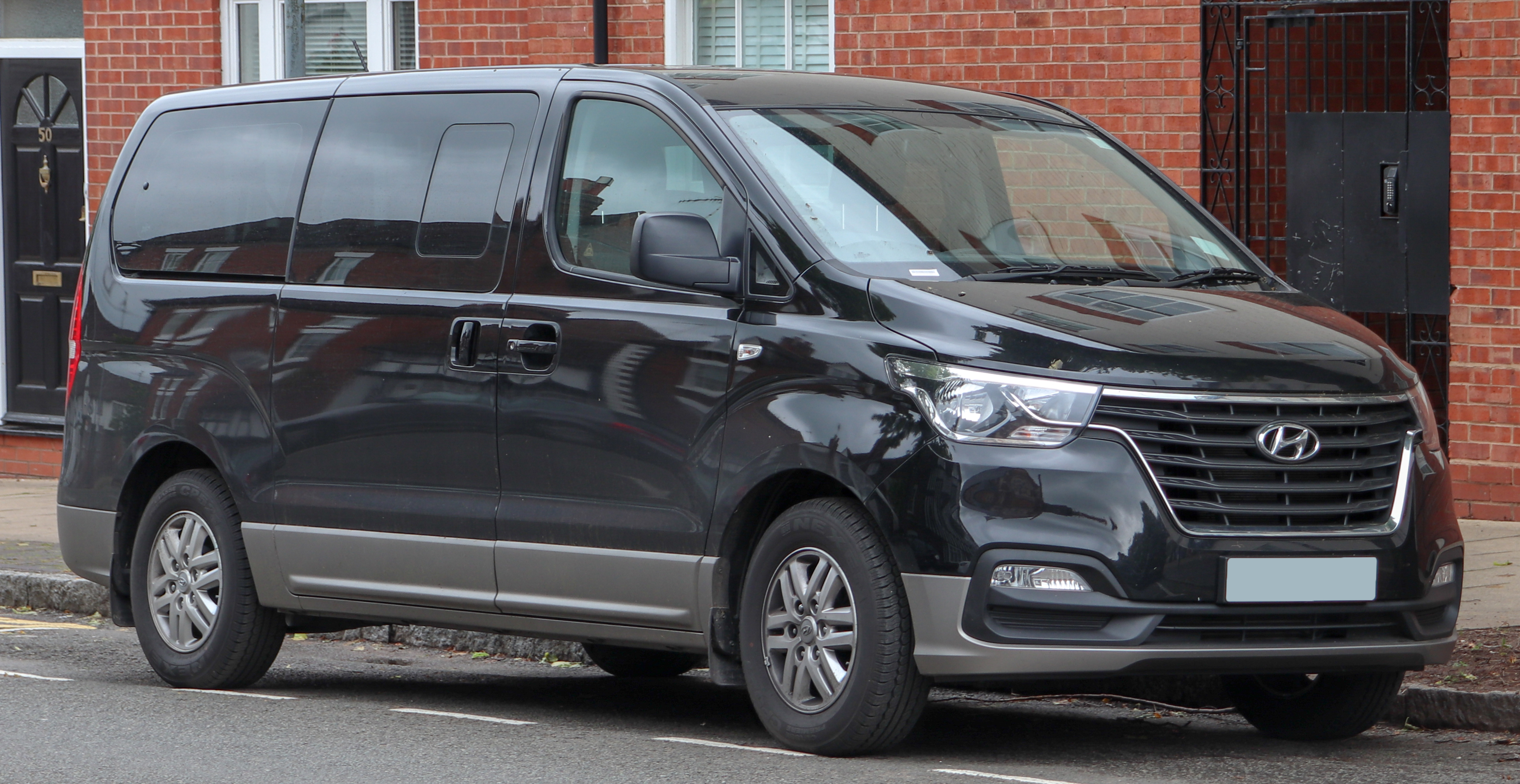

## الجيل الثاني (2008-2011)
نوع الزيت للمحرك